# Emil Treskow
Emil Georg Treskow, eigentlich: Emil Georg Troschke (* 2. April 1890 in Spiegel, Kreis Landsberg (Warthe); † 7. November 1961 in Köln) war ein deutscher Opernsänger (Bariton).

## Leben
Treskow wurde in Berlin zum Sänger ausgebildet und anschließend 1917 nach Würzburg verpflichtet. Im Jahr 1919 kam er nach Dessau, wo er unter der Leitung von Hans Knappertsbusch sang. In Dessau wurde er auch zum Kammersänger ernannt. Viele Bühnen, sowohl im In- als auch im Ausland verpflichteten ihn zu Gastspielen. Im Jahr 1923 ging er nach Köln, wo er bis zu seiner Pensionierung als Sänger blieb. Im Jahr 1943 bekam er den zweiten Kammersängertitel verliehen. Treskow sang die Stimme Heldenbariton. Aus Anlass des 50. Geburtstages von Adolf Hitler wurde ihm am 20. April 1939 erneut der Titel „Kammersänger“ verliehen.
Er war ein bedeutender Wagner-Interpret (Fliegender Holländer, „Hans Sachs“ in den Meistersingern, „Kurwenal“ im Tristan), aber auch – neben seiner darstellerischen Begabung – ein geachteter Oratorien- und Konzertsänger. 
Nach seiner Pensionierung arbeitete er auch als Gesangspädagoge. Seit 1919 war er mit Luise Utpatel verheiratet. Er verstarb im Alter von 71 Jahren in seiner Wohnung in Köln-Klettenberg.